# (29547) 1998 BA34
1998 بي أي 34 (ويعرف أيضًا باسم (29547) 1998 بي أي 34 وفق تسمية الكوكب الصغير) (بالإنجليزية: 1998 BA34)‏ هو كويكب ضمن حزام الكويكبات؛ وترتيبه 29547 من حيث الاكتشاف.
اكتُشف هذا الجُرم الفلكي بواسطة Ulisse Munari ‏ في 25 يناير 1998.

## وصلات خارجية
- (29547) 1998 BA34 في قاعدة بيانات مختبر الدفع النفاث لأجرام النظام الشمسي الصغيرة

- الاكتشاف · مخطط المدار ·  العناصر المدارية · المعلمات المادية

- (29547) 1998 BA34 على موقع ويكي سكاي: DSS2, SDSS, GALEX, IRAS, Hydrogen α, X-Ray, Astrophoto, Sky Map, Articles and images